# Duivendrecht-Oost
Duivendrecht-Oost is de tegenwoordige benaming voor het Oostelijke deel van het dorp Duivendrecht. De wijk Duivendrecht-Oost is gelegen tussen de Van der Madeweg, de Rijksstraatweg en Diemen-Zuid.
Duivendrecht-Oost is net als Diemen-Zuid een nieuwbouwwijk. In Duivendrecht-Oost ligt een parkje, genaamd het Venserpark. Duivendrecht-Oost heeft maar zeven straten:
- In de Pelmolen
- In de Poldermolen (flat)
- In de Papiermolen (flat)
- In de Korenmolen
- In de Watermolen
- In de Houtzaagmolen

De wijk wordt ontsloten door de Omgang. Alle overige straten zijn vormgegeven als woonerven.